# Xinjian (köpinghuvudort i Kina, Jiangsu Sheng, lat 31,56, long 119,66)
Xinjian (kinesiska: 新建, 新建镇) är en köpinghuvudort i Kina. Den ligger i provinsen Jiangsu, i den östra delen av landet, omkring 99 kilometer sydost om provinshuvudstaden Nanjing. Antalet invånare är 26 151. Befolkningen består av 12 739 kvinnor och 13 412 män. Barn under 15 år utgör 9,0 %, vuxna 15-64 år 76 %, och äldre över 65 år 14,0 %.
Runt Xinjian är det tätbefolkat, med 790 invånare per kvadratkilometer. Närmaste större samhälle är Guanlin, 8,2 km sydost om Xinjian. Trakten runt Xinjian består till största delen av jordbruksmark.
Genomsnittlig årsnederbörd är 1 525 millimeter. Den regnigaste månaden är juli, med i genomsnitt 289 mm nederbörd, och den torraste är januari, med 43 mm nederbörd.